# Parazumia impunctata
Parazumia impunctata är en stekelart som först beskrevs av Richard Mitchell Bohart 1948.  Parazumia impunctata ingår i släktet Parazumia och familjen Eumenidae. Inga underarter finns listade i Catalogue of Life.